# Paddy O'Brian
Paddy O'Brian (Londres, 25 de marzo de 1986) es un actor pornográfico y modelo erótico británico.

## Biografía

### Primeros años
Nacido en Londres, creció con su hermana Sine'ad, diez años más joven. En los años escolares fue un atleta reconocido y ocupó los primeros lugares en su distrito, entrenó karate, boxeo y atletismo.

### Carrera
Hizo su debut en la cámara a la edad de 25 años en la escena en solitario en la película porno gay Hot Spunks Addicted to Cock (2011) y Big Blue Productions / Eurocreme A Policeman Fucked My Son (2011). Más tarde apareció en las producciones de Raging Stallion, Falcon Studios, Lucas Entertainment, Men.com, Uknakedmen.com y Macho Guys.
También participó en películas heterosexuales como Liam Cockney, incluyendo Pure XXX Films Shagless (2012) y Breakin 'It In (2014) y British Milf Entertainment Real Housewives 23 (2017).
Fue principalmente un actor activo, cuando apareció por primera vez como un actor pasivo en el papel de Jon Snow en la segunda temporada de la parodia gay Game of Thrones - Men.com Gay of Thrones (2015) en una escena con Topher DiMaggio, y luego en escena de gang bang en Prisoner of War 4 (2015) con Allen King, Alex Brando y Damien Crosse.
En julio de 2015, ocupó el tercer lugar en 20minutos.es anunciado por el portal español "La estrella porno gay más sexy" (Los actores porno gay mas sexys listado 2).

## Premios y nominaciones
| año  | premio                              | categoría                                                 | película                              | Otros artistas                                                                                          | resultar   |
| ---- | ----------------------------------- | --------------------------------------------------------- | ------------------------------------- | --- | ---------- |
| 2011 | Premio HustlaBall                   | Mejor debut                                               | -                                     | - | nominación |
| 2013 | Premio PinkX Gay Video              | Mejor activo                                              | -                                     | - | victoria   |
| 2014 | Premio PinkX Gay Video              | Mejor activo                                              | Directamente como se corren (2013)    | - | victoria   |
| 2014 | Premio XBIZ                         | Intérprete gay del año                                    | -                                     | - | nominación |
| 2014 | Premio de merodeador porno          | Mejor semental británico                                  | -                                     | - | victoria   |
| 2014 | Premio de merodeador porno          | Mejor escena británica                                    | Sueños oscuros (2013)                 | Johnny Hazzard e Issac Jones                                                                            | victoria   |
| 2015 | Premio de merodeador porno          | La mejor pareja británica en pantalla                     | -                                     | Paul Walker                                                                                             | victoria   |
| 2015 | Ninfa                               | Mejor actor porno gay                                     | -                                     | - | nominación |
| 2015 | Premio Besametonto                  | Mejor estrella porno internacional                        | -                                     | - | victoria   |
| 2016 | Premio XBIZ                         | Artista gay del año                                       | -                                     | - | nominación |
| 2016 | Premio de merodeador porno          | Mejor semental británico                                  | -                                     | - | victoria   |
| 2017 | EroAward                            | El mejor pene                                             | -                                     | - | nominación |
| 2017 | Premio Grabby                       | Mejor dúo                                                 | Batman v. Superman (2016)             | Trenton Ducati                                                                                          | nominación |
| 2017 | Premio de merodeador porno          | La mejor estrella porno británica                         | -                                     | - | nominación |
| 2017 | Premio de merodeador porno          | Mejor semental británico                                  | -                                     | - | victoria   |
| 2017 | Premio de merodeador porno          | Mejor activo británico                                    | -                                     | - | nominación |
| 2017 | Premio de merodeador porno          | Mejor escena británica                                    | -                                     | Logan Moore                                                                                             | victoria   |
| 2018 | Premio Grabby                       | El cuerpo más caliente                                    | -                                     | - | nominación |
| 2018 | Premio Grabby                       | Estrella porno favorita de los fanáticos según Squist.org | -                                     | - | nominación |
| 2018 | Premio Grabby                       | Mejor dúo                                                 | Pirates A Gay XXX Parody (2017)       | Diego Sans                                                                                              | nominación |
| 2018 | Premio Grabby                       | El rimming más caliente                                   | Pirates A Gay XXX Parody (2017)       | Diego Sans                                                                                              | nominación |
| 2018 | Premio Grabby                       | Mejor actor secundario                                    | Pirates A Gay XXX Parody (2017)       | - | nominación |
| 2018 | Premio de merodeador porno          | La mejor estrella porno europea                           | -                                     | - | nominación |
| 2018 | Premio de merodeador porno          | La mejor escena europea                                   | -                                     | Jean Franko                                                                                             | nominación |
| 2018 | Premio de merodeador porno          | El mejor pene europeo                                     | -                                     | - | nominación |
| 2018 | Premio de merodeador porno          | El mejor activo europeo                                   | -                                     | - | victoria   |
| 2018 | Premio GayVN                        | Mejor escena de sexo en grupo                             | Sentido 8: Una parodia gay XXX (2016) | Gabriel Cross, Hector De Silva, Logan Moore, Dato Foland, Darius Ferdynand, Jay Roberts y Sunny Colucci | nominación |
| 2018 | Premio Str8UpGayPorn                | Premio del Público: Estrella de Internet favorita         | -                                     | - | nominación |
| 2018 | Ninfa                               | Mejor escena gay del año.                                 | Dios del sexo (2017)                  | François Sagat y Allen King                                                                             | nominación |
| 2019 | Premio GayVN                        | La mejor escena del triolismo                             | Dios del sexo (2017)                  | François Sagat y Allen King                                                                             | nominación |
| 2019 | Premio GayVN                        | Mejor actor secundario                                    | Piratas: una parodia gay xxx (2018)   | - | nominación |
| 2019 | Premio europeo del porno merodeador | El mejor activo europeo                                   | -                                     | - | victoria   |
| 2019 | Premio europeo del porno merodeador | El mejor atleta europeo                                   | -                                     | - | nominación |
| 2019 | Premio europeo del porno merodeador | La mejor estrella porno europea                           | -                                     | - | nominación |
| 2019 | Premio europeo del porno merodeador | La mejor pareja europea                                   | -                                     | François Sagat (Men.com)                                                                                | nominación |
| 2019 | Premio XBIZ Europa                  | Artista gay del año                                       |                                       | |            |